# Slaves Shall Serve
Slaves Shall Serve é um EP da banda Behemoth lançado em 2005.Este EP contém uma música inédita, chamada "Entering the Pylon ov Light".O EP também contém o vídeo da música "Slaves Shall Serve".

## Musicas
1. Slaves Shall Serve - 3:05
2. Entering the Pylon ov Light - 3:42
3. "Penetration (Cover de Fields of the Nephilim) - 3:10
4. Until You Call On the Dark (Cover de Danzig) - 4:26
5. Demigod (Live) - 3:22
6. Slaves Shall Serve (Live) - 3:27

## Membros
- Nergal - Vocal, Guitarra
- Orion - Baixo, Vocal
- Inferno - Bateria
- Seth - Guitarra, Vocal